# Мобилно новинарство
Мобилно новинарство (енгл. mobile journalism, MoJo) је приступ новинарском извјештавању у коме се као главни уређај за снимање, обраду и објављивање садржаја користе паметни телефони. Понекад се у те сврхе користи и таблет технологија.  Хандсфри камера, микрофон и повезаност са интернетом омогућавају новинарима да уређују фотографије, видео-снимке и аудио-материјале директно на телефону и да их одмах постављају у медијске системе или на друштвене мреже. Данашњи паметни телефони, захваљујући висококвалитетним камерама и бројним апликацијама, постају универзална платформа за мултимедијално приповиједање како професионалних новинара, тако и обичних грађана  По успјешном прогнозирању Европског центра за новинарство, 2014. године је употреба мобилних телефона за приступ интернету порастао за 39%, док данас, сваки трећи корисник интернета приступа интернету путем мобилних телефона. 
Развој мобилног новинарства почиње око 2003. године, у периоду када су мобилни телефони добили могућност повезивања на интернет. То је омогућило корисницима интернета да се активно укључе у улогу грађана-репортера. У почетним фазама кориштења мобилних телефона у те сврхе, људи су могли снимати видео записе или фотографисати значајне моменте догађаја које су покривали. Са технолошким напретком, нарочито увођењем Кверти тастатура и екрана осјетљивих на додир, мобилни уређаји су еволуирали у напредне, компактне и вишенамјенске алате погодне за различите облике извјештавања. Конкретан, први догађај употребе мобилних телефона био је током Заливског рата. Први снимци са лица мјеста били су направљени помоћу мобилног телефона, и иако су били лошијег квалитета у сваком смислу, све велике медијске куће су га користиле у свом извјештавању. Медијска кућа Ал Џазира Инглиш, 2012. године први пут је објавила ТВ документарац о Сирији, снимљен уз помоћ мобилних телефона
Стручњаци оцјењују да је паметни телефон постао „продужетак себе” и „витални алат” који дубоко мијења начин на који приступамо информацијама и на који се вијести генеришу и дистрибуирају широм свијета

## Грађанско новинарство и активни грађани
Паметни телефони су у великој мјери демократизовали извјештавање – омогућили су да обични грађани постану актери у прикупљању вијести. Грађанско новинарство (или учествујуће новинарство) описује феномен када пројектовани активни грађани снимају и дијеле догађаје које запазе. Неки аутори стога ову појаву и називају новом агендом у комуницирању. Захваљујући мобилним камерама и друштвеним мрежама, први свједоци често покривају вијести прије професионалаца и шаљу снимке у стварном времену. Током „Арапског прољећа“ (2010–2012), на примјер, цензура режима надвишена је захваљујући видео-снимцима протеста са мобилних уређаја – „смартфони са камерама постали су оружје грађана у информационом рату“ јер су скоро сви могли да свједоче догађајима и да их дијеле 
Грађанско новинарство је у глобалном порасту од 2010. године и Дојзе је за опис ове појаве користио термин јавно новинарство сматрајући да је оно "снажан интерактиван однос с публиком и битан грађевински елемент за било коју локацију вијести". У првом медијском добу интеракција се углавном појављивала у форми одговора и разговора новинара с активним члановима публике. Она је имала сведену форму на кратке интервенције унутар медијског програма или садржаја. У другом медијском добу, интеракција је разноврснија и представља отворен концепт у медијској комуникацији. Грађани су добили опцију учешћа у реализацији медијског програма, а то је посебно било значајно у кризним периодима када је ангажованост новинара недовољна. 
И професионални медији су препознали вриједност тог приступа: бројни редакцијски тимови сада отворено примају и провјеравају прилоге публике. На примјер, британска телевизија Би-Би-Си формирала је централни сервис (User Generated Content Hub) који прегледа и верификује хиљаде фотографија, видео записа и осталих података које пошаљу гледаоци, а затим корисне прилоге интегрише у своје извјештаје  Број аматерских прилога и аматерских клипова на интернету је све већи. Тако мобилни уређаји стимулишу нове облике активизма и слободног изражавања – од извјештавања о локалним догађајима до документовања кршења људских права – чинећи грађане значајним партнерима професионалних медија.

## Блогови у онлајн новинарству
Блогови (лични или тематски дневници на интернету) постали су раширен облик интернет-преноса информација и мишљења. Пojам блог настао је 1997. године, а сам феномен блоговања потекао је из круга технолошки оријентисаних појединаца крајем 1990-их. Захваљујући једноставности употребе, блогови су убрзо стекли широку популарност. Њихова улога у медијском простору посебно је дошла до изражаја након два кључна политичка догађаја – терористичких напада 11. септембра 2001. године и почетка америчке инвазије на Ирак. У потрази за алтернативним изворима информација и личним свједочењима, бројни корисници интернета окренули су се блоговима као средствима за извјештавање, коментарисање и размјену мишљења о овим догађајима.  Истраживања описују блогове као „учесничко новинарство“ које води особа (или група) која личним текстом, фотографијама и линковима доприноси информисању. 
Блоговање је достигло врхунац популарности између 2004. и 2005. године, када га је у значајној мјери прихватила млада популација. Феномен је привукао пажњу истраживача и аналитичара, посебно у контексту процеса индивидуализације. Индивидуализација се описује као друштвена појава у којој традиционалне везе, укоријењене у историји, простору и обичајима, губе на значају. Појединци постају све слободнији у обликовању сопствених биографија и друштвених односа, независно од локалне заједнице или културних насљеђа.
У таквом контексту, лични идентитет се све више посматра као рефлексиван пројекат – процес који захтијева сталан рад, преиспитивање и прилагођавање. Блогови су, управо због тога, постали важан простор за самопредстављање и комуникацију. Нарочито је истакнута улога самооткривања као средства за изградњу повјерења и успостављање аутентичних односа са другима. Интернет, као глобално и доступно комуникацијско окружење, показао се као изузетно погодно средство за овакве облике друштвене интеракције.
Платформе као што су WordPress или Blogger од почетка 21. вијека омогућавају појединцима да објављују текстове и фотографије без посредовања традиционалних редакција. Данас се блогови често воде и преко мобилних апликација, а пракса микро-блоговања (на примјер Твитер) омогућава тренутно дијељење кратких извјештаја и коментара. Многи новинари такође воде своје блогове или каналишу вијести преко друштвених мрежа, што доприноси разноликости извора информација у онлајн медијима. Иако блогови нису увијек ригорозно уређени, они су допринијели појави грађанских аудио-дневника и видео-блога (влогова) који доносе нове перспективе и приче које понекад не долазе у традиционалне медије. 
Врсте блоговања: влоговање, подкастинг, линклогс, микроблогинг, и сл. 

## Дрон новинарство
Дронови (беспилотне летјелице) су данас важан алат у мобилном новинарству за снимање из ваздуха и прикупљање података. Они могу да допру до неприступачних или опасних локација (катастрофе, шумски пожари, поплаве итд.) без ризика за људе, пружајући тако широк поглед и нове угаоне приказе који би били недоступни са земље. Технолози указују да се дронови „могу користити за прикупљање слика, видео-записа и података за извјештавање“, нудећи прилику за нове форме причања. Савремени дронови попут DJI Phantom имају камере велике резолуције и повезују се са мобилним апликацијама које емитују снимак уживо на паметни телефон или таблет. 
На примјер, Phantom 4 има контролер са уграђеним екраном (DJI Go App) који показује шта камера дрона снима, а чак и старије верзије могу да шаљу 4K видео стрим директно на мобилни уређај преко Wi-Fi везе.  На овај начин, новинари у реалном времену виде пренос и могу да тумаче догађаје док дрон лети. Ипак, употреба дронова у медијима захтијева пошовање закона о ваздушном саобраћају и етичких стандарда (приватност, безбједност на земљи), али је сигурно револуционисала могућности визуелног извјештавања.
Поред ране и класичне примјене у метеорологији, пољопривреди и у војне сврхе, дрон се користи и за доставу хране, испоруку лијекова и поште до технологије за таксирање (у Дубаију је направљено прво електронско, летеће возило које има све перформансе дрон технологије) у најбогатијим државама свијета. Користи се и у грађевинарству за снимање терена, геодезији, археологији, а Амазон планира употребу дрона и за доставу својих производа. 
Медијске куће су у последњих неколико година све више почеле да тестирају популарне дронове у сврхе извјештавања, а једна од првих која је званично увела дронове у свој рад био је CNN крајем 2016. године. Ипак, значајнији институционални корак у развоју дрон новинарства направљен је 2011. године оснивањем Drone Journalism Lab-а при Универзитету Небраска-Линколн. Овај лабораторијски центар, уз финансијску подршку фондације Knight, израдио је и објавио приручник са смјерницама за професионално кориштење дронова у новинарству. У том приручнику, осим техничких упутстава за безбједно управљање летјелицом, дефинисане су и етичке смјернице и новинарски стандарди који важе и у ваздуху, као и на тлу. Аутори приручника посебно истичу да новинари не би смјели чинити у ваздуху оно што не би било прихватљиво ни на земљи — као што је ометање других новинара у раду, учешће у догађајима који се прате или нарушавање приватности грађана. Наглашава се обавеза поштовања достојанства и приватности актера догађаја, уз посебан фокус на разликовање јавних личности и појединаца који нису навикли на медијску пажњу. Приручник је отвореног кода и доступан за даље уређивање и надоградњу, имајући у виду да је област дрон новинарства и даље у настајању и технолошком развоју. Његов циљ је да пружи практичну подршку новинарима који желе да користе беспилотне летјелице на етички и одговоран начин, посебно у ситуацијама снимања природних катастрофа, протеста или других догађаја од јавног интереса.
С обзиром на то да се непрекидно шири употреба (злоупотреба) дрон технологије, свјетска регулатива је све уређенија те правила постају све јаснија. Развој дрон новинарства коче изазови: висок улазни трошак и стална технолошка обнова уређаја, сложени регулаторни захтјеви и потреба за обученим оператерима. Поред тога, етички ограничавајући фактори (закони о приватности) накратко су забрањивали лет дронова у густо насељеним подручјима. Цивилна употреба дрона у Европској Унији посебно се уређује од 2015. године када је Комитет ЕУ начинио извјештај о уређењу ове области. Упркос томе, новинске организације широм свијета експериментишу са дроновима – од снимања изборних процеса до утабавања екстремних временских прилика. Дронове често контролишу сами новинари помоћу апликација на паметном телефону, чиме се у потпуности интегришу са мобилним новинарским процесом.

## Дата-новинарство
Дата-новинарство (data journalism) или новинарство података је пракса приповиједања прича заснованих на великој количини података, коју су омогућили дигитална технологија и интернет. „Computer-assisted reporting“ (CAR) - тако су назване ове нове методе анализа. Касније су се додатно појавили и називи „data driven journalism“ и „data journalism“. 
У традиционалном новинарству бројке су се често избјегавале, јер се сматрало да читаоце замарају, тешко памте и лако заборављају. Међутим, са развојем савремених медија и потребом за дубљим увидима, појавио се нови приступ познат као дата новинарство. Његову институционалну прекретницу представља прва свјетска конференција посвећена овој области, одржана 2010. године у Холандији. Журналисти користе алате за анализу података и интерактивне графиконе како би истакли трендове и аномалије које би иначе прошле незапажено. Смарт телефони у овом контексту могу да буду и уређаји за прикупљање података (на примјер, путем анкета или сензорних пројеката у којима грађани биљеже информације о квалитету ваздуха, саобраћају и слично). Такође, нове мобилне функције омогућавају и нове начине приказивања података. На примјер, у обради података често се увелико користе интеракције специфичне за паметне телефоне: жириоскоп, покрет прста, позиционирање корисника и друго, како би визуализација била интерактивнија и пријемчивија за мобилне кориснике. Стручњаци указују да „смартфони пружају нове начине интеракције са визуализацијама података“, као што су гестикулације и коришћење жироскопа, што може учинити анализу комплексних графикона приступачнијом на малим екранима.  Истовремено, изазов остаје прилагодити обиље података фином екрану телефона: редакције зато често комбинују интерактивне садржаје са статичним графиконима који се лакше читају и дијеле.
Дата-новинарство обухвата:
1. Прикупљање и анализа великих скупова података (на примјер државни буџет или попис становништва) ради проналажења тенденција и аномалија
2. Причање прича помоћу тих података – новински чланци укључују релевантне цифре и визуализације које појашњавају сложене тренутке (на примјер, графикон раста незапослености, мапа нездрављених подручја).
3. Коришћење софтвера и алата (табеле, статистички пакети, платформе за визуализацију) како би се подаци обрадили и представили на читљив начин.
4. Утемељеност на доказима: Укључивањем поузданих података, извјештаји постају објективнији и чвршћи, јер су засновани на чињеницама, а не искључиво на мишљењима.

Суштина дата новинарства није у представљању сувопарних података, већ у откривању прича које се крију иза њих. Умјесто класичног приповедања, новинари користе обраду великих скупова података како би дошли до нових увида и повезали информације које нису на први поглед очигледне. Такав приступ омогућава креирање сложенијих, слојевитијих прича које публици пружају дубље разумијевање одређене теме. Истовремено, дата новинарство спаја аналитички приступ са визуелним и наративним елементима, чиме се повећава интересовање јавности и скреће пажња на мање уочљиве, али значајне аспекте стварности.

## Употреба статистике у онлајн медијима
У вези са дата-новинарством, посебна пажња се поклања употреби статистике и бројева у тексту. Информације попут процената, графикона или табела постале су уобичајене у онлајн чланцима. Током пандемије COVID-19, на примјер, друштво је постало навикнуто на рачунање активних случајева, стопу вакцинације и друге бројеве. Поједине студије показују да су управо у том периоду бројем оснажени чланци драстично порасли: „чланци засновани на подацима постали су много присутнији, а пандемија је проузроковала преокрет у начину на који се извјештава о статистикама“.
Дигитални медији све више користе статистичке показатеље и веб аналитике како би пратили учинак својих садржаја и усмјеравали редакцијске одлуке. За разлику од традиционалних средстава (кружне продаје, ТВ рејтинга), онлајн издања мјере понашање публике преко алата као што су Google Analytics, Chartbeat или NewsWhip. Истраживања показују да то утиче на селекцију тема и уређивачке пројекте: рецимо, једно испитивање је показало да „метрике посјећености на интернету утичу на уреднике при избору вијести” (јер виши број прегледа може смијенити традиционалне критеријуме попут значаја теме) Ове статистике омогућавају редакцијама да идентификују шта публика највише чита или дијели и да прилагоде контент. С друге стране, они подаци такође илуструју доминацију мобилних уређаја: према Pew истраживању из 2024. године, огромна већина америчких одраслих (86%) барем повремено прегледа вијести путем дигиталних уређаја (смартфон, рачунар или таблет)  Такав однос снага потврђује да ће онлајн медији и у будућности темељно зависити од статистичких извора података и праћења ангажмана публике.
Савремени законски оквири у области медија пружају значајну подршку новинарима који се баве дата новинарством. У доба дигитализације, приступ јавним подацима постао је знатно једноставнији и ефикаснији. Законски прописи који уређују право на приступ информацијама од јавног значаја почели су да се интензивније развијају крајем 1980-их година, а током времена су унапређивани с циљем да се обезбиједи транспарентност рада власти. Посебно је добио на значају концепт отворених података, према којем државне институције активно објављују информације у машински читљивом формату. У том процесу, новинарима су од велике користи званичне интернет платформе влада, попут портала америчке владе, која је била прва у свијету која је систематизовано отворила своје податке јавности. 
Кључна вјештина у дата-новинарству јесте способност новинара да ефикасно користи интернет претраживаче и софтвере за прикупљање и анализу података. Поред техничке оспособљености, важно је и да разумије начин функционисања претраживача, као и да се сналази у стручној терминологији која се користи у различитим врстама експертских извјештаја. Такође, неопходно је основно познавање статистичких појмова, како би могао да тумачи бројеве и разумије њихов значај у контексту теме којом се бави.
Укратко, онлајн медији настоје да употребу бројева учине приступачном: публици пружају објашњења и графике, водећи рачуна да бројеви буду увезани са конкретним причама и контекстом.

## Линк новинарство
Линк новинарство (енгл. link journalism) је концепт који је 2008. дефинисао Скот Карп и односи се на обогаћивање новинара са мрежним садржајем. То значи да аутор чланка у самом тексту додаје спољашње хиперлинкове ка релевантним извјештајима, документима или другим изворима на интернету. На тај начин читалац добија контекст и додатне информације о теми, а новинар транспарентно указује на своје изворе. Ова пракса се сматра етички позитивном: како је запазила стручњакиња из Паблиш2, редакције које подстичу „линк новинарство“, додавање линкова и навођење извора смањују ризик од плагијата јер читаоци директно имају приступ оригиналном материјалу  Линкови у тексту не значе нужно одобравање, већ управо доприносе поузданости вијести јер омогућавају потврду података и отворено праћење информационих токова.
Линкови су моћни мрежни мостови, настали спајањем различитих садржаја на интернету. "Линкуј или те неће бити на вебу", једна је од Гуглових познатих реченица у описивању примјене линкова. 
Примјена линк новинарства има вишеструке користи како за читаоце, тако и за саме новинаре и медијске куће:
- Повећана транспарентност: Читаоци могу лако да провјере изворе информација, што гради повјерење у новинаре и медије.
- Дубљи контекст: Линкови омогућавају читаоцима да истраже тему детаљније, приступајући оригиналним документима, статистичким подацима, научним студијама или претходним извјештајима.
- Смањење ризика од плагијата: Новинари који наводе изворе путем линкова јасно показују одакле су информације преузете, чиме се ефикасно спријечава ненамјерни или намјерни плагијат.
- Побољшање СЕО-а (Search Engine Optimization): Уграђивање релевантних линкова може побољшати видљивост чланка на претраживачима, повећавајући досег и број читалаца.
- Отвореност и дискусија: Линкови подстичу отвореност информационих токова и могу изазвати даље дискусије и анализе теме.[16]

## Робот новинарство
Роботизовано новинарство (такође познато као аутоматизовано или алгоритамско новинарство) подразумијева кориштење софтвера са вјештачком интелигенцијом за аутоматско генерисање извјештаја. Рана размишљања да се робот користи у новинарству, под називом робот-агент, појавила су се 1998. године након конструкције сервиса под називом "News on Demand", а са намјером да дневне сервисне информације у редакцијама, преузму да уређују новинари-роботи. 
У пракси се најчешће користи за рутинске, бројевима поткријепљене теме: спортске резултате, временску прогнозу, тржиште акција или извјештаје о финансијама и зарадама. Водеће новинске организације, попут Асошијетед пресa или Ројтерса, данас користе ове технологије да аутоматски објављују хиљаде кратких чланака годишње. На примјер, АП је увео систем за обраду статистика који му омогућава да покрива преко 10.000 мање значајних бејзбол утакмица и објављује извјештаје о заради компанија сваке године.Такође, чувени алгоритам „Quakebot“ на сајту LA Times-а објавио је чланак о земљотресу у Калифорнији свега три минута након потреса, што представља први чланак написан од стране робота. Ови роботи („computer-generated content“) могу драматично повећати брзину објављивања и ослободити новинаре рутинских задатака, што поједини стручњаци сматрају приликом да се људи усмјере на сложеније истраживачке приче. Ипак, појављују се и забринутости због квалитета садржаја, питања ауторства и потенцијалног утицаја на радна мјеста новинара.
Системи за обраду природног језика (Natural Language Generation) већ се примјењују у великим агенцијама. Предности су ефикасност и обим – машине могу обрадити огромне количине података без умора. Међутим, овом пољу се често замјера да „робот“ неминовно смањује посао људских новинара, и поставља питања квалитета и одговорности. Оно што робот нема, а људски новинар има то је креативност, уредничка слобода, одговорност, свијест, осјећаји и интуиција. Стручњаци истичу да и даље постоји потреба за људским уређивачким надзором и креативношћу, јер алгоритам може написати само грубу верзију базирану на бројевима и фактури. Ипак, како предвиђају истраживања, ова врста новинарства ће постајати све уобичајенија и проширивати дубину и брзину информисања, уз подстицање нових вјештина новинара – како техничких (анализа података), тако и уредничких (критичко тумачење генерисаног текста)

## Етички изазови
Мобилно новинарство доноси и нове етичке проблеме. Један је провјера тачности: због брзине објављивања често се дешава да се на друштвеним мрежама појаве изманипулисани снимци или видео-снимци извађени из контекста, што може довести до ширења дезинформација. Без строге верификације постоји ризик да се погрешно представе појединци или догађаји. Поред тога, подизање безбједности личног снимања суочава се са изазовима: нестручни сниматељи могу се наћи у опасности када покушавају да покрију ратне зоне, протесте или катастрофе, јер немају одговарајућу обуку и заштиту. Још једна дилема је приватност – мобилно снимање догађаја може лако нарушити приватност случајних лица која не учествују у догађају, нарочито током трагичних ситуација. Стога новинари морају посебно водити рачуна да штите жртве и људе који су у близини. При томе је важно и питање фер кориштења материјала: неке редакције ризикују да користе прилоге грађана без адекватне компензације или навођења аутора, што представља етички пропуст. Грађани-репортери иначе нису обухваћени истим новинарским привилегијама као професионалци – не постоји јасна правна заштита која би их штитила када снимају и објављују догађаје – па незаштићено извјештавање може довести до њихове одговорности пред законом. 
Укратко, колико год мобилни уређаји омогућавали непосредно и брзо извјештавање, они такође захтијевају додатну пажњу на професионалне стандарде, провјеру чињеница и бригу о етичким послератним ефектима.